# Kristofer I av Danmark
Kristofer I (danska: Christoffer I), född 1219, död 29 maj 1259, kung av Danmark från 1252. Yngste son till Valdemar Sejr och drottning Berengaria, bror till Erik Plogpenning och Abel. Gift med Margareta Sambiria av Pommerellen.

## Vägen till makten
Kristofer utnämndes av fadern till "herre" över Lolland och Falster och understödde 1247 sin broder Abel i striden mot den äldste brodern, konung Erik Plogpenning; han blev tillfångatagen av kungen 1248, men försonades med denne. Sedan Erik mördats 1250 och Abel stupat i kriget mot friserna 1252, lät Kristoffer välja sig till konung på Viborgs landsting och kröntes i Lund samma år, trots att han året förut lovat understödja brorsonen Valdemars val till konung, vilket lade fröet till den långvariga kampen mellan kungahusets två linjer.

## Regeringstiden
Kristoffer själv beskrivs som hänsynslös och våldsam, och hans regering kom att vara delaktig i en rad strider och oroligheter. Han kom genast i krig med grevarna av Holstein, som ville tillförsäkra sin systerson Valdemar förläningen av Slesvig, vilket också Kristoffer 1254 tvingades gå med på. År 1256 gjorde den lägsta allmogen "kaadnerne", det vill säga torparna, våldsamt uppror mot adeln, och först 1258 lyckades Kristoffer kuva dem. Samtidigt gjorde konung Håkon Håkonsson av Norge en plundringsräd till Halland, men slöt året därpå fred med Kristoffer, och till och med ett förbund. Vid hertig Valdemars död 1257 ville Kristoffer annektera Slesvig som hemfallet län, men råkade därigenom på nytt i bråk med grevarna av Holstein, som ville tillförsäkra länet åt Erik, den yngre brodern. Till detta kom även slutligen en bitter tvist med ärkebiskop Jacob Erlandsen i Lund om kyrkans ställning gentemot kungamakten, och då denna strid tilltog i styrka, lät Kristoffer i februari 1259 fängsla ärkebiskopen. Detta medförde incidenter över en stor del av landet och även ett angrepp av furst Jarimar av Rügen på Köpenhamn som slutade med att staden intogs.

## Slutet
Mitt under alla dessa svårigheter avled Kristoffer 29 maj 1259 i Ribe, vissa tror att han blev förgiftad av en abbot vid namn Arnfast. Han hade 1248 äktat Margareta, dotter till hertig Sambor II av Pommerellen, och hon övertog regerandet för sin unge son Erik Klipping. En dotter Mechtild följde 1271 med markgreven Albrekt av Brandenburg.

## Barn
- Matilda av Danmark (även Mechtild, 1250 – omkr. 1300), gift 1268 med markgreve Albrekt III av Brandenburg-Salzwedel
- Erik Klipping (1249–1286), kung Erik V av Danmark
- Margareta (död 1306), gift med greve Johan II av Holstein (död 1320/1322)
- Ingeborg
- Valdemar
- Nils